# Polia chidisana
Polia chidisana là một loài bướm đêm trong họ Noctuidae.